# Le Port-Marly
Le Port-Marly és un municipi francès, situat al departament d'Yvelines i a la regió d'Illa de França. L'any 2007 tenia 4.623 habitants.
Forma part del cantó de Chatou, del districte de Saint-Germain-en-Laye i de la Comunitat d'aglomeració Saint Germain Boucles de Seine.

## Demografia

### Població
El 2007 la població de fet de Le Port-Marly era de 4.623 persones. Hi havia 1.900 famílies, de les quals 672 eren unipersonals (320 homes vivint sols i 352 dones vivint soles), 420 parelles sense fills, 628 parelles amb fills i 180 famílies monoparentals amb fills.
La població ha evolucionat segons el següent gràfic:
Habitants censats

### Habitatges
El 2007 hi havia 2.113 habitatges, 1.945 eren l'habitatge principal de la família, 15 eren segones residències i 153 estaven desocupats. 286 eren cases i 1.806 eren apartaments. Dels 1.945 habitatges principals, 825 estaven ocupats pels seus propietaris, 1.088 estaven llogats i ocupats pels llogaters i 32 estaven cedits a títol gratuït; 159 tenien una cambra, 381 en tenien dues, 636 en tenien tres, 403 en tenien quatre i 366 en tenien cinc o més. 1.356 habitatges disposaven pel capbaix d'una plaça de pàrquing. A 1.047 habitatges hi havia un automòbil i a 624 n'hi havia dos o més.

### Piràmide de població
La piràmide de població per edats i sexe el 2009 era:
| Homes | Edats   | Dones |
| ----- | ------- | ----- |
| 0     | 95 o +  | 0     |
| 4     | 90 a 94 | 12    |
| 8     | 85 a 89 | 24    |
| 8     | 80 a 84 | 12    |
| 36    | 75 a 79 | 32    |
| 56    | 70 a 74 | 40    |
| 52    | 65 a 69 | 40    |
| 64    | 60 a 64 | 60    |
| 112   | 55 a 59 | 88    |
| 200   | 50 a 54 | 168   |
| 192   | 45 a 49 | 160   |
| 180   | 40 a 44 | 200   |
| 192   | 35 a 39 | 212   |
| 240   | 30 a 34 | 204   |
| 156   | 25 a 29 | 180   |
| 108   | 20 a 24 | 137   |
| 184   | 15 a 19 | 136   |
| 144   | 10 a 14 | 120   |
| 156   | 5 a 9   | 196   |
| 156   | 0 a 4   | 116   |

## Economia
El 2007 la població en edat de treballar era de 3.329 persones, 2.765 eren actives i 564 eren inactives. De les 2.765 persones actives 2.579 estaven ocupades (1.351 homes i 1.228 dones) i 186 estaven aturades (98 homes i 88 dones). De les 564 persones inactives 130 estaven jubilades, 272 estaven estudiant i 162 estaven classificades com a «altres inactius».

### Ingressos
El 2009 a Le Port-Marly hi havia 1.929 unitats fiscals que integraven 4.645 persones, la mediana anual d'ingressos fiscals per persona era de 25.514 €.

### Activitats econòmiques
Dels 302 establiments que hi havia el 2007, 1 era d'una empresa alimentària, 5 d'empreses de fabricació d'altres productes industrials, 25 d'empreses de construcció, 59 d'empreses de comerç i reparació d'automòbils, 8 d'empreses de transport, 17 d'empreses d'hostatgeria i restauració, 6 d'empreses d'informació i comunicació, 10 d'empreses financeres, 12 d'empreses immobiliàries, 54 d'empreses de serveis, 96 d'entitats de l'administració pública i 9 d'empreses classificades com a «altres activitats de serveis».
Dels 54 establiments de servei als particulars que hi havia el 2009, 1 era una oficina de correu, 10 tallers de reparació d'automòbils i de material agrícola, 1 taller d'inspecció tècnica de vehicles, 1 autoescola, 1 paleta, 5 guixaires pintors, 3 fusteries, 2 lampisteries, 3 electricistes, 6 empreses de construcció, 2 perruqueries, 14 restaurants, 4 agències immobiliàries i 1 saló de bellesa.
Dels 8 establiments comercials que hi havia el 2009, 3 eren botiges de menys de 120 m², 1 una carnisseria, 1 una peixateria, 1 una llibreria, 1 una botiga d'electrodomèstics i 1 una botiga de mobles.

## Equipaments sanitaris i escolars
El 2009 hi havia 1 hospital de tractaments de curta durada, 1 centre d'urgències i 1 farmàcia.
El 2009 hi havia 1 escola maternal i 2 escoles elementals.

## Poblacions més properes
El següent diagrama mostra les poblacions més properes.